# فنجاني لا شكلي
فنجاني لا شكلي أو فنجاني عديم الشكل (الاسم العلمي: Peziza amorpha) هو نوع من الفطريات يتبع جنس الفنجاني من فصيلة الفنجانية.